# Heteralex
Heteralex es un género de polillas monotípico perteneciente a la familia Geometridae, descrito por primera vez en 1894. Se distribuye en la Malasia peninsular.

## Especies
El género consta de tres especies de constitución delicada:
| Heteralex | \| \| Heteralex aspersa Warren, 1894 \| \| \| \| \| \| Heteralex rectilineata Guenée, 1858 \| \| \| \| \| \| Heteralex unilinea Swinhoe, 1902 \| \| \| \| |
|           | \| \| Heteralex aspersa Warren, 1894 \| \| \| \| \| \| Heteralex rectilineata Guenée, 1858 \| \| \| \| \| \| Heteralex unilinea Swinhoe, 1902 \| \| \| \| |
|           | Heteralex aspersa Warren, 1894 |
|           | |
|           | Heteralex rectilineata Guenée, 1858 |
|           | |
|           | Heteralex unilinea Swinhoe, 1902 |
|           | |